# 内萨乡
内萨乡（波斯語：‎），是伊朗北部厄尔布尔士省卡拉季县的一个乡(dehestan)，属阿萨拉区。依照2006年统计，总人口6,081, 共1,617户。

## 辖区
内萨乡有17个村，分别为：Asiab Dargah、Azadbar、Emam Cheshmeh、Gach Sar、Garmab、Gashnadar、Gasil、Hasanak Dar、Kohneh Deh、Kushkak、Malek Faliz、Meydanak、内萨（Nesa）、Sorkheh Darreh、Valeh、Varangeh Rud、Velayat Rud。